# إرفينغ باكستر
إرفينغ باكستر (بالإنجليزية: Irving Baxter) (و. 1876 – 1957 م) هو قافز بالزانة، ومنافس ألعاب قوى أمريكي، ولد في أوتيكا، نيويورك، شارك في الألعاب الأولمبية الصيفية 1900، توفي في أوتيكا، نيويورك، عن عمر يناهز 81 عاماً.

## روابط خارجية
- إرفينغ باكستر على موقع اللجنة الأولمبية الدولية (الإنجليزية)
- إرفينغ باكستر على موقع أوليمبيديا (الإنجليزية)